# تيم غوسلينج
تيم غوسلينج (بالإنجليزية: Tim Gosling)‏ هو مصمم أثاث ‏ بريطاني، ولد في 23 أغسطس 1966 في كينغستون في جامايكا.